# 比治山橋
比治山橋（ひじやまばし）は、広島県広島市の京橋川にかかる道路橋。現存する被爆橋梁の1つ。

## 概要
比治山の南西側に位置する橋。上流に広島市道比治山庚午線(平和大通り)の鶴見橋、下流に国道2号の平野橋がある。
東詰交差点が広島電鉄皆実線が通る比治山通り（広島県道37号広島三次線）との交点であり、最寄の駅に比治山橋停留場がある。西詰上流側に広島市立竹屋小学校、下流側に広島昭和郵便局がある。
2013年現在、京橋・栄橋・猿猴橋・荒神橋・観光橋と共に、現存する被爆橋梁である。そのうち、この橋の橋長が一番長い。なお『広島原爆戦災誌』では部分的に「聖橋」表記が用いられているが、詳細は不明。

## 諸元
| 橋全体。左が2008年、右が1988年。 |  | 橋全体。左が2008年、右が1988年。 |
| 橋全体。左が2008年、右が1988年。 |  |                                  |

- 路線名 : 広島市道南3区183号線[8]
- 橋長 : 147.5m[2]
- 幅員 : 20m[2](20.1m[8])
- 上部工 : 7径間鉄筋コンクリートゲルバー桁橋[2]
- 下部工 : 橋台2基、門型橋脚6基[2]
- 基礎工 :
- 竣工 : 1939年（昭和14年）9月[1]
- 工事費（当時） : 28万円[9]
- 備考 : 橋銘板では「ひぢやまはし」

## 歴史
この地は江戸時代からの干拓によって形成された土地であり、更に防犯のため広島城下は架橋制限されていたことから、橋がかけられることはなかった。明治に入ると架橋制限は解かれたものの、この付近の橋は上流側の鶴見橋と、下流側の広島電鉄がとおる御幸橋があったぐらいだった。一方、明治に入り周辺は開発され、東側は電信第2連隊や広島師範学校が置かれている。
都市計画法（旧法）施行後の1928年（昭和3年）に計画された都市計画街路29路線の一つ「都市計画街路舟入皆実線」整備の一環として架橋されたものであり、1938年（昭和13年）起工、1939年（昭和14年）9月に鉄筋コンクリート橋として架橋、開通式は1940年（昭和15年）1月に行われた。
1945年（昭和20年）8月6日広島市への原子爆弾投下。この橋は爆心地より約1.71km離れた場所に位置した。爆風により南側欄干がすべて川へ落ちたが、落橋は免れた。この京橋川流域では上流の柳橋が焼失してしまったが、ほかは無事だった。
戦中、比治山は防空壕がいくつか掘られており空襲の際の避難場所となっていた。そのため、市内中心部からの被爆者がこの橋をわたって比治山や宇品へ逃げていった。川を挟んで市内側は火の海となり、この橋にようやくたどり着いてへたり込む負傷者が後を絶たず、その救護にあたるものが多数訪れごったがえした。橋の市内側では軍により一時救護所が設けられ、負傷者は陸軍船舶兵（暁部隊）のトラックで他の救護場所へ運ばれていった。橋の上には多数の死体が折り重なり凄惨をきわめた。翌7日にはほとんど死体は片付けられたが、川の中には青膨れした死体が多数浮かんでおり、工兵隊の船により拾い上げられた。
戦後1946年（昭和21年）広島復興都市計画街路として新たな街路計画がたてられたが、この時点でこの道は主要道路としては計画から外れている。なおその時点での計画では、この南側に広島を東西に貫く”都市計画道路青崎草津線”が計画され、これが後に国道2号新広島バイパスへとなる。
比治山橋自体は補修保全されながら現役利用されており、当時の傷跡を今も確認できる。現在、被爆橋梁という歴史的に意義のある橋ということから、広島市は管理する全橋の中でも優先的に維持管理を行っている。

## 石碑
比治山橋の南区側には、広島電気株式会社と当時土手町・現在の南区稲荷町/比治山町/松川町在住の坂本常蔵の寄贈により、1921年（大正10年）に立てられた道路票がある。この2者がどのような経緯で連名で石碑を建てたかは不明である。
広島電気とは、当時広島市内に電力を供給していた広島電灯・広島呉電力の2社合併により1921年4月に創立した会社、つまり石碑建立の年に創立した会社である。なお後身は中国電力にあたる。
坂本常蔵は土木建築請負業者であり、大正時代には公共工事請負のみならず建築材料販売も行っていた。ちなみに養子の坂本柳太（柳太郎とも）は比治山公園広場開設資金の寄付をしたので、坂本の功徳に報いるべきと「廣場開設記念」碑が1935年（昭和10年）に建立されている。
これも比治山橋と同様に被爆建造物にあたる。元々はこの付近の別の場所にあったが広島県道37号広島三次線歩道整備に伴い、現在地に移設されている。
1方向つまり寄付者が書かれている面だけ道標が表記されていないのは、この石碑が設置された当時は橋は存在しておらず三叉路だったためである。設置場所は距離内容から現在地より少し南に置かれ、方向は表記内容から寄付者が書かれている面が東西どちらかを向いていた。内容は尺貫法で書かれている。
なお、下記表記の内、丹那橋は地図中央から右下にある入り江付近（上歴史項の下の地図で"TANNA-BASHI"表記）にあたる。欠けて見えない○○本門（あるいは本川）については、距離と右および上の地図から参照すると広島湾要塞司令部（電信第2連隊創設は石碑設置以降の1922年（大正11年））か広島市立皆実小学校（1920年（大正9年）開校）の門を示していた可能性が高い。
| 方向 | 内容 | 内容                                                               | 方向 | 内容 | 内容                                                          |
| ---- | ---- | ------------------------------------------------------------------ | ---- | ---- | ------------------------------------------------------------- |
| 北側 |      | 石標電燈 寄付者 土手町坂本常蔵 廣島電氣株式会社 大正十年十二月一日 | 西側 |      | 比治山御便殿へ約八町十四間 廣島驛へ約十九町二十七間           |
| 南側 |      | （不明）本門へ約三町三十八間 丹那橋へ約十九町四十九間              | 東側 |      | 御幸橋停留所へ右約九町三十七間 宇品港御幸松ヘ左約三十町十二間 |

## 参考資料
- 広島市『広島原爆戦災誌』（PDF）（改良版）、2005年（原著1971年）。2013年12月7日閲覧。
- 松尾雅嗣、谷整二「広島原爆投下時の一時避難場所としての川と橋」（PDF）『広島平和科学』第29巻、広島大学、2007年、1頁-25、2013年12月7日閲覧。
- 平和データベース - 広島市
- ７．比治山橋東詰め道標（南区京橋川河畔） - ヒロシマの今から過去を見て回る会